# Dr. Eggman
Dr. Eggman (även känd som Doctor Ivo Robotnik) är en spelfigur i spelen om Sonic the Hedgehog. Eggman är en ond man som försöker ta över världen med hjälp av robotar, och Sonic måste komma på robotarnas svagheter. Han är en fet vetenskapsman med ett IQ på 300. Många av robotarna i de tidiga spelen är i själva verket djur som Dr. Eggman stängt in i mekaniska dräkter, som sedan Sonic släpper ut i slutet på varje bana.
I Japan heter han Dr. Eggman, medan han i Europa och USA var mer känd som Dr. Robotnik under 90-talet innan han blev kallad "Eggman" även i västvärlden. Detta har förklarats genom att fastställa att Robotnik är hans riktiga namn, medan "Eggman" är ett smeknamn Sonic och hans vänner använder för att göra narr av honom.
Hans förnamn "Ivo" är "Ovi" baklänges som bygger på latinska ordet för "ägg", medan efternamnet Robotnik är polska för arbetare. I den tecknade serien Sonic the Hedgehog från 90-talet hette han "Julian" i förnamn.
Robotnik/Eggman förekommer i Sonic the Hedgehog-filmen som släpptes av Paramount Pictures år 2020. I filmen gestaltas Robotnik av Jim Carrey.